# Автошлях B53 (Німеччина)
Федеральна траса 53 (В 53 нім. Bundesstraße 53) — федеральна автомагістраль землі Рейнланд-Пфальц, що пролягає вздовж Мозеля від Тріра до Альфа (округ Кохем-Целль).

## Маршрут

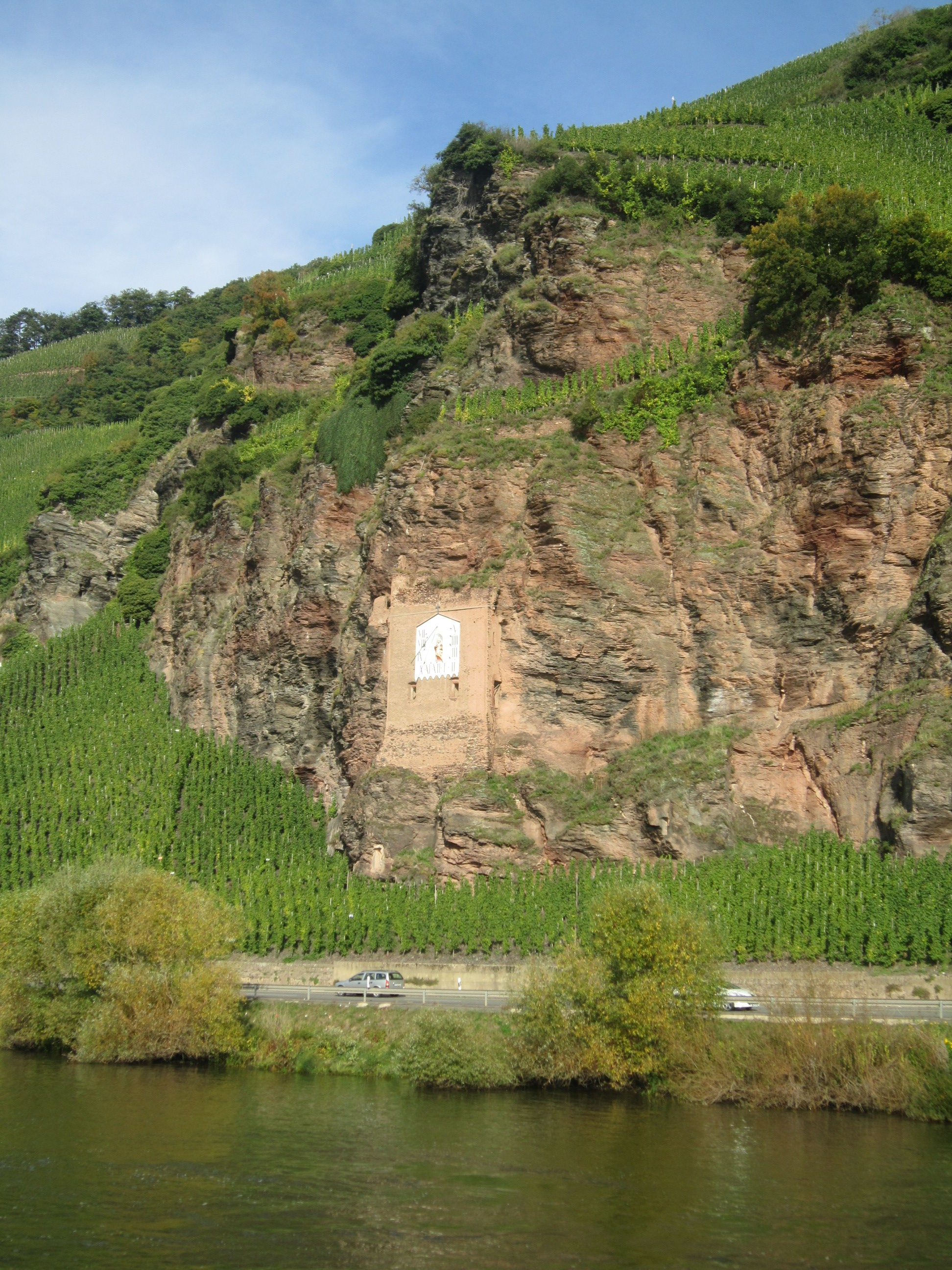
Федеральна дорога 53 між Юрцигом і Крефом

Федеральна автомагістраль B 53 починається в Трірі біля західної вершини мосту Кайзера Вільгельма і пролягає звідти навколо районів Бівер і Еранг /Квінт у Трірі. До 16 числа 1 квітня 2007 року федеральна дорога перетнула весь центр міста в районі Бівер і була продовжена лише як об’їзна дорога в Еранзі на рівні транспортного центру вантажів у порту Трір . Оскільки об’їзна дорога Бівер-Пфальцель була відкрита для руху, дорога пролягає повністю без проїздів до міста Швейх. Звідти вона супроводжує Мозель, переважно ліворуч і частково праворуч, як берегова дорога через Бернкастель-Кус, Трабен-Трарбах і Целль до Альфа.